# Euganejské vrchy
Euganejské vrchy (italsky Colli Euganei, [ˈkɔlli euˈɡaːnei]) je skupina kopců sopečného původu, které se zvedají do výšky 300 až 600 m z Pádské nížiny několik kilometrů jižně od Padovy. Euganejské vrchy tvoří první regionální park zřízený v Benátsku (1989), který zahrnuje patnáct měst a jednaosmdesát kopců. Název pohoří odkazuje na Euganei, starověký národ, který obýval tuto oblast při kontaktu s Římany; oblast však byla osídlena člověkem od mladšího paleolitu.
V zalesněných oblastech převládají plochy středomořských křovin, kaštanových a dubových hájů. Na území parku se nachází 15 obcí, v jejichž katastru lze nalézt benátské vily, historické zahrady, poustevny a kláštery, středověká opevnění či starobylé kamenné vesnice. Zároveň se zde nacházejí zajímavá přírodovědná a etnografická muzea, archeologické lokality a mnoho místní malých vinic a vinařství.

## Orografie a klima

### Geologie
Euganejské vrchy tvoří asi stovka vyvýšenin vulkanického původu, které vznikly ve dvou odlišných fázích v důsledku napětí, jež bylo rovněž příčinou postupného vyzdvihování alpského řetězce. Euganejské vrchy byly vytvořeny v důsledku podmořských erupcí s výlevy bazaltové (čedičové) lávy během svrchního eocénu, po nichž v oligocénu následoval období činnosti charakterizované viskózními magmaty, která vedla ke vzniku trachytových usazenin. K těmto jevům došlo zhruba před 30 miliony let.

### Vrcholy
Nejvyšším a nejznámějším vrcholem je Monte Venda (603 m n. m.), která je snadno rozpoznatelná díky tomu, že je jedním z míst, kde jsou instalovány opakovače televizního signálu, které pokrývají většinu okolních oblastí (provincie Padova a Vicenza).
Nejvýznamnějšími vrcholy Euganejských vrchů jsou:
- Monte Venda – 603 m
- Monte Grande – 474 m

- Monte Rua – 416 m
- Monte Rusta – 396 m
- Monte Cinto – 282 m
- Monte Ceva – 225 m
- Monte Cecilia – 199 m

### Klima
Klima Euganejských vrchů je podmíněno jejich orografií: svahy obrácené na jih mají více slunečního svitu než ty, které se jsou otočeny na severní stranu. Navíc jev noční tepelné inverze je v kopcích méně výrazný než v rovinách. Na druhou stranu je však v Euganejských kopcích více větrno a menší vlhkost díky nadmořské výšce a také řídké urbanizaci, která ponechává mnoho prostoru pro zelené plochy, které oblast značně osvěžují.
Podzim je chladný a deštivý a s ubývajícími světlem se příroda probarvuje jasnými barvami. V zimě mají kopce o něco méně drsné klima než okolní nížina; často je však zasahují velmi studené větry, které mezi údolími a pánvemi vytvářejí vytrvalé studené vzduchové polštáře, které přinášejí teploty několik stupňů pod nulou a značné mrazy. Je třeba také poznamenat, že navzdory malé nadmořské výšce se v Euganejských kopcích často vyskytuje i značné množství sněhu. Jaro má stále občasné návraty zimy, ale s postupujícím ročním obdobím se teploty zvyšují a příroda se znovu rodí a ukazuje různorodé barvy. V létě je teplota vysoká, i když ji zmírňuje nadmořská výška a mírná vlhkost. Horko často zmírňují bouřky, které mohou být také obzvláště prudké a přinášejí silný nárazový vítr, soustavné deště a intenzivní krupobití.

## Flóra a fauna

### Flóra
Flóra Euganejských vrchů se vyznačuje překvapivým počtem druhů. Rozdílný původ a složení půd, členitá a zvláštní morfologie reliéfu (která je mimo jiné zodpovědná za kontrastní mikroklima), izolovanost od ostatních horských skupin a střídání klimatických jevů, které souvisí s glaciálními cykly a postglaciální dobou, činí z Euganejských vrchů složitý přírodovědný ostrov, kde v těsném kontaktu žijí jak teplomilné suchomilné (teplomilné), tak horské a podhorské (mikrotermální) druhy. Na základě charakteru a složení půdy a klimatických rozdílů lze tedy identifikovat následující typy rostlinných asociací:
- Středomořské křoviny – tvoří je hustá vegetace nízkokmenných, převážně stálezelených rostlin, jako jsou duby, habry, vřesovce, cisty, terebinty, metličky a chřestovce. K tomuto typu vegetace patří také zakrslá opuncie (Opuntia humifusa), která pochází z vysočin Střední Ameriky a vyskytuje se na obzvláště slunných místech, jako je Monte Ceva di Battaglia, Rocca di Monselice a Monte della Madonna u Teola.

- Pastviny – jsou rozšířeny v jižní části vrchoviny, ve vápencových roklích mezi údolím Valle San Giorgio, Baone a Arquà, přičemž posledně jmenovaná lokalita byla později přejmenována na Arquà Petrarca, podle slavného italského básníka a spisovatele ze 14. století Francesca Petrarcy, který zde žil v posledních letech svého života. Louky jsou velmi suché a téměř bez vrstvy humusu, která vznikla opuštěním pastvin a neproduktivní půdy, místně nazývané "vegri". Na nověji opuštěných plochách převládají bylinné druhy typické pro suché podnebí, jako jsou trávy, zatímco na dlouhodobě opuštěných plochách se vyskytují keře a křoviny, jako je hloh, řešetlák počistivý, růže šípková, jalovec, kalina a metlička, které střídají dub pýřitý, habr černý a jasan mannový. Na tomto stanovišti se vyskytuje jediný druh, jehož jméno pochází od města Padova – Ruta padovana (Haplophyllum patavinum), který byl objeven v Arquà Petrarca v roce 1722 a který na Euganejských kopcích (jediném místě v Itálii) nachází nejzápadnější bod svého pěstebního areálu.

- Kaštanový les – roste na sopečných svazích obrácených k severu, na hluboké křemičité půdě. Podrost tvoří četné časně kvetoucí druhy bylin, jako jsou sněženky, čemeřice, narcisy a vzácné lilie martagonská a třezalka, typické pro vlhké podnebí.

- Teplomilné doubravy – pokrývají část jižně orientovaných svahů na suché, mělké půdě vápencového složení. Dubový les je otevřený a světlý a jeví se jako smíšený porost, kde dub pýřitý je lemován jidášem, hákovníkem, kavkou a skotanem, zatímco měkký podrost je bohatý na humus a obsahuje hloh, vřes, jalovec a pryšec.

- Akátové křoviny – představuje rostlinnou asociaci zavlečenou člověkem na počátku 17. století. Tnovník akát, která se používá jako okrasná dřevina, pochází z pobřeží Severní Ameriky a postupem času nahradila původní kaštanové a dubové háje. V porostu akátu se vyskytuje několik dalších druhů stromů a keřů, jako je černý bez a ostružiník, protože jeho podrost byl ochuzen intenzivní exploatací těchto ploch.

### Fauna
Po vymizení velkých zvířat v dávných dobách tvoří dnešní faunu Euganejských vrchů především drobní savci, plazi, obojživelníci a ptáci. Mezi šelmy patří lišky a lasicovité šelmy, jako je kuna lesní, jezevec lesní a lasice kolčava. Mezi býložravce patří zajícovití, například zajíc. Z ptáků jsou to bažanti, křepelky a jestřábi. Z plazů jsou to hadi a ještěrka obecná. Divoká prasata se zde objevila teprve nedávno, nyní se množí a poškozují úrodu, ale jsou předmětem přísného plánu kontroly ze strany parku Parco regionale dei Colli Euganei. Za zmínku stojí výskyt vzácné místní želvy, jež je adaptací želvy bahenní (Emys orbicularis) na toto prostředí.

## Regionální parkColli Euganei
Regionální park Parco regionale dei Colli Euganei byl založen v roce 1989 regionem Benátsko. Rozkládá se na ploše přibližně 18 000 hektarů. Park nabízí široký výběr rekreačních, přírodních, historických a turistických aktivit. Mezi populární sportovní aktivity patří nenáročná turistika a cyklistika, stejně tak jako skalní lezení. Park je protkán hustou sítí turistických stezek; za zmínku pak stojí 31 oficiálních poznávacích stezek tvoří, které jsou spravovány Správou parku a které jsou opatřeny příslušnými značkami pro výlety.

## Vinařství a vína zColli Euganei
Pěstování a výroba vína na svazích Euganejských kopců je velmi rozšířené, nachází se zde několik menších regionálních vinařství. Třináct vinařství se sdružilo pod nedávno zavedeným označením Colli Euganei. Zde produkovaná vína se skládají z bílých s typickou slámově žlutou barvou a jasmínovou vůní, červených Cabernet Franc a Cabernet Sauvignon, Chardonnay, Fior d'Arancio, velmi sladké žluté Moscato, Merlot, Novello, suché Pinello, Pinot blanc, šumivé Serpino a Tocai Italico ("Italské Tokajské").

## Literární zajímavosti
Euganejské vrchy, které jsou vidět přímo z Benátek, jsou proslulé svou malebností a horkými prameny. V Euganejských vrších (v městečku Arquà) našel Francesco Petrarca na sklonku svého života klid a harmonii a město dnes nese jeho jméno. Vesnici objevil v roce 1369; v dopise potomkům uvedl: „Postavil jsem si tam dům, malý, ale příjemný a slušný, uprostřed svahů obrostlých vinnou révou a olivami“ – dům, který tam můžeme vidět dodnes.

Euganejské vrchy, jako souostroví strmých zalesněných ostrovů vystupujících z dokonale rovné zemědělské roviny, inspirovaly Percyho Bysshe Shelleyho k napsání Veršů mezi Euganejskými vrchy. Shelley přirovnává kopec, na němž se ocitl, nejprve k ostrovu v „hlubokém širém moři Bídy“, pak vidí, že:
Pod ním se rozprostírá jako zelené moře
Lombardská rovina beze vln,
ohraničená parným vzduchem,
obklopená krásnými městy.—
To ho přivádí k Benátkám, kde „jsi byla dítětem oceánu a pak jeho královnou, / teď přišel temnější den“, a nakonec k přání idylického útočiště.

## Obce nacházející se v Euganejských vrších
Euganejská horská formace je téměř celá zahrnuta do regionálního parku Colli Euganei, na jehož území se nachází 15 obcí:
- Abano Terme
- Arquà Petrarca
- Baone
- Battaglia Terme
- Cervarese Santa Croce
- Cinto Euganeo
- Este
- Galzignano Terme
- Lozzo Atestino
- Monselice
- Montegrotto Terme
- Rovolon
- Teolo
- Torreglia
- Vò